# Гаміну Драман
Гаміну Драман (англ. Haminu Dramani, нар. 1 квітня 1986, Кумасі, Гана) — ганський футболіст, що грав на позиції півзахисника.
Виступав за національну збірну Гани, з якою завоював бронзові та срібні медалі Кубка африканських націй.

## Клубна кар'єра
Розпочав грати на батьківщині у клубі «Гарт оф Лайонз», після чого 2005 року перебрався до Європи і виступав за сербську «Црвену Звезду», в якій провів один сезон, взявши участь у 4 матчах чемпіонату, але став володарем «золотого дубля».
Протягом сезону 2006/07 років захищав кольори турецького «Генчлербірлігі».
З 2007 року був гравцем московського «Локомотива», з яким в тому ж році став володарем Кубка Росії, проте основним гравцем не був і виходив нерегулярно. 17 лютого 2009 року на правах річної оренди перейшов в «Кубань», до якої приєднався в той же день. 14 березня 2009 року дебютував за новий клуб у першому турі чемпіонату Росії у грі проти казанського «Рубіна» (0:3), відігравши весь матч. 26 квітня забив свій перший гол за «Кубань» на останніх хвилинах матчу 6-го туру проти клубу, якому належив — московського «Локомотива». Цей гол став переможним і єдиним у матчі. Всього за «Кубань» провів 27 матчів, в яких забив 3 м'ячі, в чемпіонаті і 1 матч у Кубку Росії, після чого через завершення терміну оренди покинув «Кубань». Проте і після повернення за «залізничників» майже не грав.
11 липня 2011 року підписав однорічний контракт з клубом французької Ліги 2 «Арль-Авіньйоном».
У липні 2013 року Драман підписав дворічний контракт з португальським клубом «Жіл Вісенте». Це сталося після того, як він покинув «Арль-Авіньйон» через невиплату зарплату. Проте Драман у новому клубі майже не грав і покинув його під час зимової перерви, а на початку 2014 року він знову опинився в Гані після майже десятилітньої перерви, підписавши контракт з «Асанте Котоко». Його повернення виявилося успішним, коли він з командою виграв чемпіонат і кубок Гани.
Протягом 2015 року виступав у США за «Шарлотт Індепенденс» у USL, після чого у січні 2016 року став гравцем естонського клубу «ФКІ Таллінн». Забивши 3 голи за 23 матчі, він допоміг команді виграти свій перший національний титул, після чого покинув клуб.

## Виступи за збірну
14 листопада 2005 року дебютував в офіційних матчах у складі національної збірної Гани в товариській грі проти Саудівської Аравії (3:1) в Ер-Ріяді. На початку наступного року був включений у заявку на Кубок африканських націй 2006 року в Єгипті, де збірна не вийшла з групи. Після цього влітку у складі збірної був учасником чемпіонату світу 2006 року у Німеччині. На цьому турнірі Хаміну забив перший гол за збірну у матчі останнього туру проти США (2:1), допомігши команді вийти з групи.
В подальшому зі збірною брав участь у домашньому Кубку африканських націй 2008 року, на якому команда здобула бронзові нагороди, та Кубку африканських націй 2010 року в Анголі, де разом з командою здобув «срібло».
Всього протягом кар'єри у національній команді, яка тривала 6 років, провів у формі головної команди країни 43 матчі, забивши 4 голи.

## Досягнення
- Чемпіон Сербії і Чорногорії: 2005-06
- Володар Кубка Сербії і Чорногорії: 2005-06
- Володар Кубка Росії: 2006-07
- Чемпіон Гани: 2013-14
- Володар Кубка Гани: 2014
- Чемпіон Естонії: 2016
- Срібний призер Кубка африканських націй: 2010
- Бронзовий призер Кубка африканських націй: 2008

## Факти
- Асоціація футболу Гани у всіх документах пише, що прізвище футболіста — Драмані. Але це помилка. Як пояснив сам футболіст, його прізвище — Драман[7].
- 14 червня 2010 року в ЗМІ з'явилася інформація про те, що футболіст помер, але потім ця інформація була спростована ним самим.

Насправді все не так страшно. Вам-то тепер, сподіваюся, зрозуміло, що ця інформація не відповідала дійсності? А проблема була в тому, що я потрапив до лікарні в непритомному стані… І перш ніж я там, у лікарні (а справа була у Франції), отямився, я взагалі насилу щось міркував — настільки висока температура піднялася. Щось типу серйозної малярії. Я її підчепив в Гані… Зараз самопочуття в нормі. Та не просто в нормі — дуже, дуже хороше!